# Лука Буччі
Лука Буччі (італ. Luca Bucci, * 13 березня 1969, Болонья) — колишній італійський футболіст, воротар. По завершенні ігрової кар'єри — футбольний тренер. Наразі входить до тренерського штабу клубу «Парма», де відповідає за підготовку голкіперів.
Як гравець насамперед відомий виступами за клуби «Парма» і «Торіно», а також національну збірну Італії.
Володар Кубка УЄФА.

## Клубна кар'єра
Вихованець футбольної школи клубу «Парма». Дорослу футбольну кар'єру розпочав 1985 року в основній команді того ж клубу, в якій провів один сезон, взявши участь лише у 1 матчі чемпіонату.
Згодом з 1986 по 1998 рік грав у складі команд клубів «Про Патрія», «Ріміні», «Казертана», «Реджяна» та «Перуджа», час від часу повертаючись до «Парми», з якою врешті-решт й виграв основний трофей своєї футбольної кар'єри — Кубка УЄФА сезону 1994–95.
1998 року приєднався до складу клубу «Торіно». Відіграв за туринську команду наступні п'ять сезонів своєї ігрової кар'єри. Більшість часу, проведеного у складі «Торіно», був основним голкіпером команди.
Протягом 2003—2008 років захищав кольори «Емполі» та, у чергове, «Парми».
Завершив професійну ігрову кар'єру у клубі «Наполі», за команду якого голкіпер-ветеран провів одну гру 2009 року.

## Виступи за збірну
1994 року дебютував в офіційних матчах у складі національної збірної Італії. Протягом кар'єри у національній команді, яка тривала усього 2 роки, провів у формі головної команди країни лише 3 матчі. Втім, як резервний голкіпер збірної встиг стати учасником чемпіонату світу 1994 року у США, де команда здобула «срібло», та чемпіонату Європи 1996 року в Англії.

## Кар'єра тренера
Розпочав тренерську кар'єру невдовзі по завершенні кар'єри гравця, 2011 року, увійшовши до тренерського штабу клубу «Парма» як тренер воротарів.
| Дата       | Місто   | Господарі | Результат | Гості     | Турнір             | Голи | Примітки |
| ---------- | ------- | --------- | --------- | --------- | ------------------ | ---- | -------- |
| 21/12/1994 | Пескара | Італія    | 3 – 1     | Туреччина | товариський матч   | -1   |          |
| 19/06/1995 | Лозанна | Швейцарія | 0 – 1     | Італія    | товариський турнір | -    |          |
| 08/10/1995 | Спліт   | Хорватія  | 1 – 1     | Італія    | Відбір до ЧЄ 1996  | -    |          |
| Усього     |         | Матчів    | 3         |           | Голів              | -1   |          |

## Титули і досягнення
- Володар Кубка УЄФА (1):

«Парма»: 1994–95
- Володар Суперкубка Європи (1):

«Парма»: 1993
- Віце-чемпіон світу: 1994